# Nickelodeon Studios
 (septembre 2020).
Si vous disposez d'ouvrages ou d'articles de référence ou si vous connaissez des sites web de qualité traitant du thème abordé ici, merci de compléter l'article en donnant les références utiles à sa vérifiabilité et en les liant à la section « Notes et références ».
Nickelodeon Studios était un studio d'enregistrement de télévision ainsi qu'une attraction familiale originale à Universal Studios Florida, qui a ouvert ses portes le 7 juin 1990. Le studio a fermé définitivement le 30 avril 2005.

## Histoire
En novembre 1988, Nickelodeon a rejoint l'équipe d'Universal Studios Florida pour créer son premier studio de production. Au printemps 1989, ils y tournent son premier spectacle, Double Dare. Le 7 juin 1990, le studio (avec le parc) a officiellement ouvert ses portes. Il y avait une soirée de cérémonie d'ouverture de 3 heures diffusée en direct sur Nickelodeon, avec Marc Summers comme maître de cérémonie pour l'événement ce jour-là. Les autres hôtes étaient Greg Lee et Skip Lackey. La cérémonie comprenait également avec The Perfect Gentlemen, Kid'n Play et The Cover Girls, un aperçu des coulisses du studio, un aperçu du parc à thème Universal Studios et une courte série d'un défi physique de Double Dare. La même année, Nickelodeon a dévoilé son Slime Geyser le 27 octobre 1990. Le 30 avril 1992, une capsule temporelle a été enterrée pour commémorer l'ouverture du studio. Une cérémonie spéciale d'enterrement de la capsule a été diffusée en direct sur Nickelodeon et était animée par Mike O'Malley et Joseph Lawrence. L'installation était un studio de travail où de nombreux spectacles Nickelodeon et Nickelodeon GAS ont été produits, le premier étant Double Dare. Il comprenait les scènes sonores 18 et 19, ainsi qu'un bâtiment central qui abritait à la fois les bureaux de production de Nickelodeon, les vestiaires, les salles de maquillage, la cuisine Gak et le spectacle en direct « Game Lab » situé sur la scène 17 pour les invités d'Universal Studios Florida. La scène sonore 21, située directement derrière les étapes 17 et 18, faisait également partie de l'installation de production au début des années 1990, lorsqu'une scène sonore plus grande était nécessaire pour l'enregistrement du Nickelodeon / Global Guts. L'étage 21 ne faisait pas partie du contrat de studio que Nickelodeon avait avec Universal, mais était loué séparément pour le temps de leurs productions[réf. nécessaire].
Pendant que Nickelodeon Studios était en production, de nombreux bancs orange étaient dispersés autour de l'installation, incorporant des formes telles qu'une empreinte, une carotte, un doigt, un bateau de croisière, une vague, un nuage, , etc. reflétant les identifiants des stations du réseau. Certains de ces bancs ont été déplacés dans le « Control Room » du Nicktoon Blast de Jimmy Neutron, qui a fermé ses portes en 2011. Une boutique de cadeaux était également située près du Slime Geyser, avec des personnages de Nickelodeon à l'avant du bâtiment.

### Déclin et fermeture
En 1998, Nickelodeon a ouvert deux nouveaux studios en Californie, Nickelodeon On Sunset, (Live Action Studio) et Nickelodeon Animation Studios. Nickelodeon s'est éloigné des spectacles en direct pour se concentrer sur l'animation, réduisant ainsi le besoin d'un studio de télévision. En 1999, à part la dernière saison de Figure It Out et d'autres émissions qui ont été diffusées, aucune nouvelle émission n'a été réalisée et filmée à Orlando. À l'été 2001, les studios Nickelodeon comptaient moins de 100 employés et commençaient à voir un déclin constant du nombre de visiteurs alors que les productions en direct de Nickelodeon commençaient à passer des jeux et cascades avec la participation du public à des sitcoms traditionnelles, dont beaucoup nécessitaient une fermeture. définir la production. La majeure partie de la production de Nickelodeon avait été transférée à l'installation fermée de Nickelodeon on Sunset à Hollywood, en Californie. Fin 2004, le studio a obtenu son nouveau travail de peinture. Le programme final enregistré était Nickelodeon Splat!, qui a été diffusé en direct du 7 mars 2004 au 17 août 2004. Le studio a fermé ses portes le 30 avril 2005. Cela était le résultat du transfert progressif de Nickelodeon vers le siège de MTV Networks à Santa Monica, en Californie et le One Astor Plaza à New York, et son bras de production en direct vers le Nickelodeon on Sunset.
Une capsule temporelle enterrée par le réseau en 1992 devant Soundstage 18 a été retirée en août 2007 et pavée par la suite. Il contient des éléments jugés importants pour les enfants de 1992 tels que votés par les téléspectateurs de Nickelodeon, y compris du chewing-gum, une planche à roulettes, une bande dessinée, un annuaire téléphonique, des copies VHS de Retour vers le futur et Maman, j'ai raté l'avion !, des photographies assorties de vélos, de trains, voitures, politiciens et célébrités, un morceau du mur de Berlin, le Orlando TV Guide de la Floride de la semaine du 30 avril 1992, un baseball, une poupée Barbie, une Nintendo Game Boy, un T-shirt Nicktoons, des CD de Michael Jackson, Twinkies, un numéro de Nickelodeon Magazine, Rollerblades, une boîte de Nickelodeon Gak, des baskets Reebok Pump et une copie du Book of Endangered espèces.
La capsule temporelle résidait au Holiday Inn Resort Orlando Suites - Waterpark après la fermeture du studio; lors de la fermeture et du changement de nom de l'hôtel en 2016, il a déménagé vers l'ouest jusqu'à son emplacement actuel dans le nouveau studio d'animation de Nickelodeon à Burbank, en Californie, où il devrait ouvrir ses portes le 30 avril 2042 (exactement 50 ans après avoir été enterré aux studios Nickelodeon).
À l'heure actuelle, la scène 19, ainsi que la salle de contrôle du deuxième étage dans le bâtiment central entre elle et la 18, abrite Fox Sports Florida et son réseau sœur, Fox Sports Sun. Il est également utilisé comme zone de stockage pour les chars de parade Universal Orlando et pour entraîner des événements sportifs pour My Family's Got Guts, qui était une renaissance éphémère du jeu télévisé classique Nickelodeon Guts. La salle verte avait été utilisée comme une pièce pour le spectacle et est restée exactement la même que lors des précédentes productions de Nickelodeon, mais avec de nouveaux meubles. Une grande partie de la signalisation Nickelodeon était encore visible dans les couloirs du deuxième étage, y compris plusieurs peintures murales de l'épisode Ren et Stimpy : Space Madness (maintenant supprimé). Actuellement, le tube qui passe au-dessus de Soundstage 19 qui faisait partie de la tournée, est maintenant utilisé pour le stockage de plusieurs anciens accessoires et équipements A / V, ainsi que le stockage pour le Blue Man Group. De plus, la cuisine Gak est utilisée comme salle de repos pour le personnel de maison et l'espace qui abritait autrefois le Game Lab est maintenant une salle spéciale pour eux et le parc lui-même[réf. nécessaire].

### Informations diverses
Le 9 novembre 2006, Universal Orlando a annoncé que Soundstage 18 serait repensé pour devenir un lieu permanent de 1 000 places pour le Blue Man Group. Le nouveau lieu a ouvert ses portes le 1er juin 2007. Pendant la phase de construction du nouveau théâtre, aucun changement esthétique n'a été apporté, à l'exception de l'ajout du nouveau box-office dans le pavillon. La scène sonore a été peinte en noir avec trois têtes géantes bleues, le bâtiment principal a été peint en blanc avec des garnitures noires et bleues, et le côté de la scène 18 a été peint en noir avec des éclaboussures de peinture bleues, jaunes et rouges. L'installation a été rebaptisée Sharp Aquos Théâtre.
En 2008, Nickelodeon est revenu pour la seule fois à Universal Studios avec My Family's Got Guts. La formation était dans Soundstage 19, et les pauses étaient dans la salle verte, tandis que la production réelle était dans Soundstage 23 avec l'Aggro Crag dans « Soundstage 24 »[réf. nécessaire].
En 2012, la personnalité de YouTube « adamthewoo » a accédé à « Soundstage 19 » et aux étages supérieurs du bâtiment principal ; il a documenté des peintures murales et des décors très intacts depuis l'âge d'or des studios.
En avril 2013, les balustrades orange restantes du bâtiment principal ont été repeintes en bleu après six ans depuis l'ouverture des studios sous le nom de « Sharp Aquos Theater ».
En mars 2014, l'autocollant orange en forme d'éclats « Production Crew Only » de Nickelodeon a été retiré de la porte extérieure (anciennement la sortie du « Game Lab ») et remplacé par un autocollant « Team Members Only » sur le thème du Blue Man Group.
À partir de l'an 2019, il ne reste aucun vestige du studio. Le premier étage du bâtiment principal a été complètement changé avec les escaliers mécaniques et les peintures murales La Famille Delajungle complètement supprimées. De plus, les murs du deuxième étage (qui contenaient diverses peintures murales sur le thème des vaisseaux spatiaux de The Ren & Stimpy Show) ont été entièrement repeints, et les restes de peinture verte sur le mur extérieur gauche dans les coulisses ont été repeints en jaune pour correspondre aux couleurs de la scène sonore. Les seuls signes restants de la présence antérieure de Nickelodeon incluent les salles de bains sous l'escalier qui contiennent le motif de plancher vert sur le thème de la boue, deux déversements de boue par l'escalier extérieur et les salles de bains (bien que peints en bleu) ainsi que la porte de l'ascenseur près de l'ancienne sortie Game Lab.

## Production

### Nickelodeon
- Family Double Dare (1990-1993)
- Fais la note (1990-92)
- Pensez vite! (1990-1991)
- Hors d'ici! (1990–91)
- Quinze (1991–1994)
- Obtenez l'image (1991-1993)
- Qu'est-ce que tu ferais? (1991–1994)
- Welcome Freshmen (1991–1994)
- Clarissa Explains It All (1991–1995)
- Super Special Double Dare et Family Double Dare (1986-1993)
- Roundhouse (1992-1997)
- Arcade de Nickelodeon (1991-1993)
- Nickelodeon Guts (1992–1996)
- Legends of the Hidden Temple (1993–1996)
- Weinerville (1993–1994)
- All That (1994-2005)
- Mon frère et moi (1994-1995)
- Les fichiers mystères de Shelby Woo (1996-2000)
- Kenan & Kel (1996-2000)
- Figure It Out (1997-2001)
- Vous êtes sur! (1998)
- Slime Time Live (2000-2003)
- Double Dare 2000 (2000)
- Noah sait mieux (2000-2001)
- Taina (2001-2003)
- Nickelodeon SPLAT! (2004, Dernier travail)
- Wild and Crazy Kids (1990-1993)

### Autres réseaux
- Gamefarm (2003–05, Nick GAS)